# Mount Everest
Mount Everest (također tib. Qomolangma, nep. Sagarmāthā, lim. Chajamlungma, kin. Zhumulangma, eng. Mount Chomolungma), najviša je planina na Zemlji i najviša točka na zemaljskoj kontinentalnoj kori, prema mjerenju visine topografskog vrhunca od 8848 metara iznad razine mora. Planina, koja je dio lanca Himalaje u Aziji, locirana je na granici između zone Sagarmatha u Nepalu, i autonomne regije Tibet u Kini.
Godine 1856., Velika trigonometrijska izmjera Indije, prva je ustanovila i objavila visinu Mount Everesta, tada poznatog kao Peak XV, od 29 002 ft (8840 m). Godine 1865., britansko Kraljevsko geografsko društvo (Royal Geographical Society) planini je dodijelilo službeno englesko ime na prijedlog Andrewa Waugha, tadašnjeg glavnog geodetskog nadzornika Indije (Surveyor General of India). Naziv Chomolungma bio je stoljećima u raširenoj upotrebi među Tibetancima, ali Waugh nije mogao predložiti rašireno lokalno ime jer su Nepal i Tibet tada bili zatvoreni za strance.
Najviša planina na svijetu privlači penjače svih profila, od iskusnih planinara do početnika koji su spremni platiti znatne svote profesionalnim planinskim vodičima radi uspješnog uspona. Planina, premda ne postavlja znatne tehničke teškoće pri usponu na standardnoj ruti (drugi vrhunci iznad 8000 m visine kao K2 ili Nanga Parbat znatno su teži), ipak skriva mnoge opasnosti, kao visinska bolest, vremenske prilike i vjetar. Do kraja penjačke sezone 2008., 2700 osoba ostvarilo je 4102 uspona na vrhunac. Penjači su znatan izvor turističkog prihoda u Nepalu, čija vlada nalaže svim budućim penjačima izdavanje skupe dozvole, po cijeni do 25 000 USD po osobi. Everest je do sada uzeo 210 života, uključujući i osmero koji su poginuli 1996. za vrijeme oluje na velikoj nadmorskoj visini. U "zoni smrti" uvjeti su toliko teški da su mnoga tijela poginulih ostavljena na mjestu. Neka od njih vidljiva su sa standardnih puteva uspinjanja.

## Identificiranje najviše planine
Godine 1808. Britanci su započeli Veliku trigonometrijsku izmjeru Indije radi utvrđivanja lokacija i naziva najviših svjetskih planina. Počevši od južne Indije, ekipe izmjere postupno su napredovale prema sjeveru koristeći divovske, 500 kg teške teodolite, (svakog je nosilo 12 ljudi) radi najpreciznije moguće izmjere visina. Dosegli su podnožje Himalaje oko 1830-ih, ali Nepal nije bio sklon dozvoliti Britancima ulazak u zemlju zbog sumnji o političkoj agresiji i mogućoj aneksiji te je nekoliko zahtjeva mjerača za ulazak odbijeno.
Britanci su bili prisiljeni nastaviti svoja osmatranja iz Teraija, regije južno od Nepala, paralelno s Himalajom. Uvjeti u Teraiju bili su teški zbog žestokih pljuskova i malarije - tri službenika izmjere su umrla, dok su se još dvojica morali povući zbog lošeg zdravlja.
Svejedno, 1847. Britanci su ustrajali i započeli detaljna osmatranja himalajskih vrhunaca s osmatračkih stanica na udaljenosti do 240 km. Vremenske prilike ograničavale su rad na tri zadnja mjeseca u godini. U studenom 1847. glavni britanski geodetski nadzornik Indije Andrew Waugh izvršio je osmatranja iz stanice Sawajpore, locirane na istočnom kraju Himalaje. U to se doba Kangchenjunga smatrala najvišom planinom na svijetu te je sa zanimanjem primijetio vrhunac iza te planine, na oko 230 km udaljenosti. John Armstrong, jedan od Waughovih službenika, također je vidio vrh s lokacije dalje na zapadu, i nazvao ga vrh "B". Waugh je kasnije zapisao da su osmatranja ukazala da je vrh "B" viši od Kangchenjunge, ali zbog velike udaljenosti mjesta osmatranja bila su potrebna bliža motrenja radi verifikacije. Iduće godine Waugh je poslao službenika izmjere natrag u Terai radi bližih promatranja vrha "B", ali oblaci su spriječili sve pokušaje.
Godine 1848., Waugh je u područje odaslao Jamesa Nicolsona, koji je obavio dva uspješna osmatranja iz Jirola, s udaljenosti od 190 km. Nicolson je ponio najveći teodolit i zaputio se na zapad, provevši preko 30 osmatranja s pet različitih lokacija, s najbližom na 174 km od vrha.
Nicolson se povukao u Patnu na Gangesu radi potrebnih izračuna temeljenih na osmatranjima. Prvi neobrađeni podaci dali su vrhu "B" približnu visinu od 9200 m, ali nije uzet u obzir lom svjetlosti koji izvrće podatke. Ipak, podatak je jasno ukazivao da je vrh "B" viši od Kangchenjunge. Nažalost Nicolson se zarazio malarijom te je bio prisiljen vratiti se kući s nedovršenim izračunima. Michael Hennessy, jedan od Waughovih asistenata, započeo je privremeno imenovanje vrhova prema rimskim brojevima, s Kangchenjungom nazvanom Vrh IX, dok je vrh "B" tada postao poznat kao Vrh XV.
Godine 1852. Radhanath Sikdar, indijski matematičar i mjerač iz Bengala, stacioniran u glavnom sjedištu izmjere u Dehradunu, prvi je trigonometrijskim izračunima baziranim na Nicholsonovim podacima identificirao Everest kao najvišu planinu na svijetu. Službena objava da je Vrh XV najviši, bila je odgađana nekoliko godina zbog ponovnih verifikacija. Waugh je 1854. započeo obradu Nicholsonovih podataka i zajedno sa svojim osobljem proveo skoro dvije godine u izračunima, s problemima loma svjetlosti, barometarskog pritiska i temperature preko velikih udaljenosti koji su morali biti riješeni. Konačno, u ožujku 1856. objavio je svoja otkrića u pismu svome zamjeniku u Kalkuti. Kangchenjunga je bila proglašena visokom 8582 m, dok je Vrhu XV određena visina od 8840 m (29 002 ft). Waugh je zaključio da je Vrh XV "najvjerojatnije najviši na svijetu". U stvarnosti, izračunato je (mjereno u stopama) da je Vrh XV visok točno 29 000 ft (8839,2 m), ali javno je objavljena visina od 29 002 ft (8839,8 m). Proizvoljno su nadodane dvije stope (61 cm) radi izbjegavanja dojma da visina od 29 000 ft (8839,2 m) nije ništa drugo do zaokružena procjena.

## Naziv
S ustanovljenom visinom, sljedeći izazov bio je kako nazvati planinu. Dok je izmjera nastojala sačuvati lokalne nazive ako je to bilo moguće (npr. Kangchenjunga i Dhaulagiri), Waugh je tvrdio da nije mogao pronaći bilo koje lokalno ime u općoj upotrebi. Potraga za lokalnim nazivom bila je u to doba spriječena zatvorenošću Nepala i Tibeta za strance. Postojalo je mnogo lokalnih naziva, među kojima je možda stoljećima u Tibetu najpoznatiji Chomolungma, koji se već 1723. pojavio na karti francuskog geografa D'Anvilla, objavljenoj u Parizu. Ipak, Waugh je smatrao da je s preobiljem lokalnih naziva teško odabrati jedan nauštrb svih ostalih te je odlučio da će Vrh XV biti nazvan po Georgeu Everestu, njegovom prethodniku na mjestu glavnog britanskog geodetskog nadzornika Indije. Zapisao je:
»Moj cijenjeni šef i prethodnik, pukovnik Sir George Everest, učio me je da svakom zemljopisnom objektu dodjelim istinsko lokalno ili domaće nazivanje. No ovdje je planina, najvjerojatnije najviša na svijetu, bez ijednog lokalnog naziva kojeg možemo otkriti, čije lokalno nazivanje, ako ga uopće ima, neće najvjerojatnije biti ustanovljeno prije nego nam se dozvoli ulazak u Nepal. U međuvremenu privilegij, kao i dužnost zapada me da dodijelim... ime po kojem će biti poznato među građanima i geografima i postati uobičajeno među civiliziranim nacijama.«
George Everest usprotivio se nazivu kojeg je predložio Waugh, te je 1857. rekao Kraljevskom Geografskom Društvu da riječ Everest nije moguće napisati na Hindskom niti ju Indijci mogu izgovoriti. Waughovo predloženo ime prevagnulo je unatoč primjedbama, te je 1865. Royal Geographical Society službeno prihvatio naziv Mount Everest kao ime najviše planine na svijetu. Zanimljivost je da suvremeni izgovor riječi Everest /ˈɛvərɨst, ˈɛvrɨst u stvari drukčiji od izgovora prezimena Sir Georgea Everesta -/ˈiːvrɨst/.
Na Tibetanskom naziv Mount Everesta je Chomolungma ili Qomolangma (ཇོ་མོ་གླིང་མ, što znači "Sveta majka"), dok je kineska transliteracija Zhūmùlǎngmǎ Fēng (pojednostavljeni kineski: 珠穆朗玛峰, tradicionalni kineski: 珠穆朗瑪峰) sa značenjem Majka zemlja. Kineski prijevod je Shèngmǔ Fēng (pojednostavljeni kineski: 圣母峰, tradicionalni kineski: 聖母峰), što znači Sveta majka. U skladu s engleskim izvještajima iz sredine 19. stoljeća, lokalni naziv u Darjeelingu bio je Deodungha (značenje "sveta planina").
Krajem 19. stoljeća mnogi su europski kartografi pogrešno vjerovali da je lokalno ime za planinu Gaurisankar, zbog zamjene Mount Everesta s planinom Gauri Sankar, koja gledano iz Katmandua stoji točno ispred Everesta.
Početkom 1960-ih nepalska vlada dodijelila je Everestu službeno ime Sagarmāthā (सगरमाथा). Naziv nije bio prethodno korišten - lokalni stanovnici planinu su poznavali kao Chomolungma. Planina nije bila poznata ili imenovana među Nepalcima (tj. u dolini Kathmandu i okolnim područjima). Vlada je odlučila pronaći nepalsko ime za planinu jer Sherpa/Tibetanski naziv nije bio prihvatljiv i bio je protivan ideji ujedinjenja (Nepalizacije) zemlje.
Godine 2002., kineski "Narodni dnevnik" (Rénmín Rìbào), objavio je članak kojim se izjasnio protiv neprestanog korištenja engleskog naziva planine u zapadnom svijetu, smatrajući da treba biti nazivana tibetanskim imenom. Dnevnik je obrazložio da je kineski (u stvarnosti tibetanski) naziv stariji od engleskog, jer je naziv Qomolangma zabilježen na kineskoj karti prije 280 godina.

## Izmjera
Godine 1856., Andrew Waugh objavio je visinu Everesta (tada poznatog kao Vrh XV) od 8840 metara (29 003 ft), nakon nekoliko godina izračuna podataka prikupljenih za vrijeme Velike trigonometrijske izmjere.
U novije vrijeme ustanovljena je visina od 8848 m (29 029 ft), premda postoje neke varijacije u izmjerama. Dana 9. listopada 2005., nakon nekoliko mjeseci mjerenja i izračuna, državni ured izmjere i kartiranja NR Kine službeno je objavio da je visina Everesta 8844,43 m (29 017.16 ft) s preciznošću od ± 0.21 m (0.69 ft), uz tvrdnju da je to bila najprezicnija i najtočnija izmjera do tada. Visina se ne temelji na snijegu i ledu koji pokrivaju vrhunac već na aktualnoj najvišoj točki stijene ispod toga. Kineski tim također je izmjerio dubinu snijega i leda na vrhuncu od 3,5 m (11 ft), što je u skladu s ukupnom elevacijom od 8848 m (29 029 ft). Debljina snijeg i leda mijenja se tijekom vremena, što izmjeru definitivne debljine snježnog pokrivača čini nemogućom.
Visina od 8848 m prvi je puta određena indijskom izmjerom 1955., s manje udaljenosti od planine, također korištenjem teodolita, što je potvrđeno kineskim mjerenjima 1975. U oba je slučaja mjerena visina snježnog pokrivača umjesto skrivene stijene. Svibnja 1999. američka ekspedicija predvođena Bradfordom Washburnom postavila je GPS uređaj u najvišu stijenu, pomoću kojeg su izmjerene visina stijene od 8850 m i snijeg visine 1 m. Premda nije službeno priznata u Nepalu, ta se brojka vrlo često navodi. Geoidna undulacija baca sumnju na preciznost obje izmjere.
Detaljnu fotogrametrijsku kartu (u mjerilu 1:50,000) regije Khumbu, uključujući i južnu stranu Mount Everesta, izradio je Erwin Schneider kao član Međunarodne Himalajske Ekspedicije 1955., koja je također pokušala uspon na Lhotse. Još detaljnija topografska karta područja Everesta izrađena je krajem 1980-ih pod direkcijom Bradforda Washburna, obilnim korištenjem zračne fotografije.
Smatra se da tektonika ploča u području nadodaje planini visinu te ju pomiče sjeveroistočno. Dva izvještaja navode razmjere promjena od 4 mm godišnje u visinu, i 3 do 6 mm sjeveroistočno, ali druga procjena navodi više poprečnog kretanja (27 mm/1.1 in), te je čak uzeta u obzir i mogućnost
stezanja.

### Usporedbe
Everest je planina čiji vrh dostiže najveću distancu iznad razine mora. Nekoliko drugih planina ponekad se naziva alternativnim "najvišim planinama na svijetu". Mauna Kea na Havajima najviša je ako se visina mjeri od podnožja, uzdiže se preko 10200 m mjereno od dna usred oceana, ali dostiže samo 4205 m nadmorske visine.
Jednakim mjerenjem od podnožja do vrha, Mount McKinley, na Aljaski također je viši od Everesta. Unatoč nadmorskoj visini od samo 6193,6 m, Mount McKinley smješten je na strmoj ravnici s elevacijama od 300 do 900 m, što stvara visine iznad podnožja od 5300 do 5900 m, s 5600 m kao najčešće navođenom visinom. Usporedbe radi, prihvatljive elevacije za Everest mjerene od ponožja kreću se od 4200 m na južnoj strani do 5200 m na Tibetanskom platou, s visinama iznad podnožja u rasponu od 3650 do 4650 m.
Vrh vulkana Chimborazo u Ekvadoru, 2168 m je udaljeniji od središta zemlje (6384,4 km) u odnosu na Everest (6382,3 km), zbog ispupčenja Zemlje na ekvatoru. Međutim, Chimborazo se uzdiže samo 6267 m iznad razine mora te prema tom kriteriju nije čak ni najviši vrhunac Anda.

## Putevi uspona
Mount Everest ima dva glavna puta uspona, jugoistočni greben iz Nepala i sjeveroistočni greben iz Tibeta, kao i mnoge druge manje korištene rute. Između dvije glavne rute, jugoistočni greben je tehnički jednostavniji i najčešće korišten put. Tim putem koristili su se 1953. Edmund Hillary i Tenzing Norgay, prvim prepoznatim putem uspona od petnaest otkrivenih do 1996. Ipak, jugozapadni greben kao glavni put ka vrhu bio je odabran uglavnom iz političkih razloga, a manje stanjem na terenu, jer je kineska granica 1950-ih, nakon kineskog zauzimanja Tibeta, bila zatvorena za zapadni svijet.
Većina pokušaja uspona poduzima se u svibnju prije ljetne sezone monsuna. Dolaskom sezone monsuna, promjena u mlaznim strujama, tada usmjeravanim sjeverno, smanjuje visoko u planini prosječnu brzinu vjetrova. Dok se ponekad pokušaji uspona poduzimaju nakon monsuna u rujnu i listopadu, kada je mlazna struja ponovo privremeno tjerana sjeverno, dodatni snijeg kojeg su takvi vjetrovi položili i nestabilne vremenske prilike (rep monsuna) uspone čine izvanredno teškima.

### Jugoistočni greben
Uspon preko jugoistočnog grebena započinje pješačenjem do baznog logora na 5380 m, na južnoj strane Everesta u Nepalu. Ekspedicije najčešće lete iz Katmandua u Luklu (2860 m) te prolaze kroz Namche Bazar. Penjači tada pješače do baznog logora, obično šest do osam dana, što omogućava pravilnu visinsku aklimatizaciju radi sprečavanja visinske bolesti. Planinarsku opremu i zalihe nose jakovi, dzoovi (hibridi jaka) i ljudski nosači do baznog logora na ledenjaku Khumbu. Hillary i Tenzing svoj uspon 1953. započeli su iz doline Kathmandu, jer tada nije bilo cesta dalje na istoku.
Penjači provedu nekoliko tjedana u baznom kampu, aklimatizirajući se na visinu. Za to vrijeme Sherpe i nekoliko penjača postavit će konope i ljestve na nesigurnom strmom dijelu ledenjaka Khumbu. Gromade razlomljenog leda ("serak"), pukotine i putujući blokovi leda strminu ledenjaka čine jednim od najopasnijih dijelova rute. Mnogi penjači i Sherpe poginuli su na tom mjestu. Radi smanjenja rizika penjači uobičajeno započinju uspon znatno prije zore, kada izvanredno niske temperature zadržavaju led na mjestu. Iznad strmine na 6065 m nalazi se Kamp I.
Od Kampa I penjači napreduju uzbrdo snježnom dolinom Western Cwm do podnožja strane Lhotse, gdje je na 6500 m postavljen Kamp II ili Advanced Base Camp (ABC). Western Cwm relativno je ravna, blago uspinjuća glacijalna dolina, obilježena golemim poprečnim ledenim pukotinama u središtu, koje sprečavaju direktan pristup prema gornjim predjelima Cwma. Penjači su prisiljeni prolaziti krajnjom desnom stranom blizu podnožja Nuptsea, malim prolazom poznatim kao "Nuptse corner". Western Cwm također se naziva "Dolina tišine" zbog topografije područja koja uglavnom uklanja vjetrove s penjačke rute. Velika visina i vedar dan, bez vjetra, mogu Western Cwm za penjače učiniti nepodnošljivo vrućim.
Od Kampa II penjači se uspinju po strani Lhotse, osigurani konopima do Kampa III, lociranog na maloj izbočini na 7470 m. Od tamo je još 500 metara do Kampa IV na južnom prijevoju, na 7920 m. Od Kampa III do Kampa IV penjači su suočeni s dva dodatna izazova: ogrankom "Ženeva" i barijerom "Yellow Band". Ogranak "Ženeva" je izbočina crne stijene oblika nakovnja, tako nazvana od strane švicarske ekspedicije 1952. Fiksirani konopi pomažu penjačima u veranju preko tog snijegom pokrivenog stjenovitog sloja. "Yellow Band" je odsjek isprepletenih slojeva mramora, filita i škriljca, koji također zahtijeva oko 100 metara konopa za prelazak.
Na južnom prijevoju penjači ulaze u zonu smrti te uglavnom raspolažu s najviše dva ili tri dana, koliko mogu izdržati na tim visinama, za pokušaj osvajanja vrhunca. Vedro vrijeme i slab vjetar ključni su faktori u odluci o pokušaju uspona na vrh. Ako unutar tih nekoliko dana vrijeme nije povoljno planinari su prisiljeni vratiti se, mnogi sve do baznog logora. 
Od Kampa IV planinari započinju napad na vrh oko ponoći, s nadom u osvajanje vrhunca (još 1000 metara iznad) u roku od 10 do 12 sati. Penjači najprije dostignu "balkon" na 8400 m, malu platformu na kojoj se mogu odmoriti i vidjeti planine na jugu i istoku, u svjetlosti rane zore. Nastavljajući uz greben planinari su suočeni s nizom impozantnih stjenovitih stepenica koje ih uobičajeno prisiljavaju skrenuti istočno u duboki snijeg, gdje je velika opasnost od lavina. Na 8750 m mala kupola od snijega i leda označava južni vrh.
Od južnog vrha planinari prate vrlo oštar jugoistočni greben duž predjela poznatog kao "Cornice traverse", gdje je snijeg priljubljen u razmaknute stijene. To je opasnosti najizloženiji predio uspona, gdje bi pogrešan korak ulijevo mogao završiti padom od 2400 m niz jugozapadnu stranu, dok je neposredno desno 3050 m duboka strana Kangshung. Na kraju tog prelaska, na 8760 m, isprečuje se stjenoviti zid nazvan "Hillary Step".
Hillary i Tenzing, prvi planinari koji su prešli tu prepreku, postigli su to primitivnom penjačkom opremom i konopima. Danas se penjači uspinju korištenjem pričvršćenih konopa koje su prethodno postavili Sherpe. Nakon prelaska relativno je jednostavan uspon do vrha, duž umjereno strmih snježnih padina - premda je izloženost opasnosti na grebenu vrlo velika, posebno prilikom prelaska vrlo velikih masa zaleđenog snijega koji strši iznad ponora. S povećanjem broja planinara posljednjih godina "Hillary Step" često postaje usko grlo, s penjačima prisiljenim čekati duže vrijeme na vlastiti prolazak, što stvara probleme uspješnom usponu na vrh i kasnijem silasku. Nakon zida "Hillary Step" penjači također moraju preći vrlo nesiguran stjenoviti predio s vrlo velikim spletom pričvršćenih konopa, što može biti problematično pri lošem vremenu. Planinari uobičajeno provedu manje od pola sata na "vrhu svijeta", zbog imperativa povratka u Kamp IV do sumraka, lošeg popodnevnog vremena ili ograničenih zaliha pomoćnog kisika.

### Sjeveroistočni greben
Ruta sjeveroistočnog grebena započinje na sjevernoj strani Everesta u Tibetu. Ekspedicije pješače do ledenjaka Rongbuk te postavljaju bazni logor na 5180 m nadmorske visine, na šljunčanoj ravnici neposredno ispod ledenjaka. Pri usponu do Kampa II planinari se uspinju središnjom morenom ledenjaka Rongbuk do podnožja Changtsea, na otprilike 6100 m. Kamp III (ABC - Advanced Base Camp) smješten je ispod sjevernoj prijevoja na 6500 m. Da bi dosegli Kamp IV na sjevernom prijevoju, na visini od 7010 m, penjači prilaze ledenjaku pri dnu prijevoja, gdje se koriste pričvršćeni konopi.
Od sjevernog prijevoja planinari napreduju stjenovitim sjevernim grebenom da bi postavili Kamp V na oko 7775 m. Ruta prelazi sjevernu stranu u dijagonalnom usponu do dna barijere "Yellow Band" dosezanjem lokacije Kampa VI na 8230 m. Od Kampa VI penjači poduzimaju konačni napad na vrh. Planinari se suočavaju s teškom prečnicom od dna prve faze: 8500 – 8535 m, do najtežeg dijela uspona, druge faze: 8577 – 8625 m. (Druga faza uključuje pomoć pri usponu nazvanoj "Kineske ljestve", metalne ljestve koje je polupermanentno postavila grupa kineskih planinara 1975. Od tada skoro su stalno na tom mjestu te ih koriste doslovno svi penjači na ruti). S pređenom drugom fazom jednostavnija je treća faza na 8690 – 8800 m. Jednom iznad tih etapa, sam vrh se osvaja snježnom padinom do 50 stupnjeva nagiba, do krajnjeg grebena duž kojeg se osvaja vrhunac.

## Usponi

### Prve ekspedicije
1885., Clinton Thomas Dent, predsjednik britanskog Alpinističkog kluba (Alpine Club), ukazao je u svojoj knjizi Above the Snow Line ("Iznad snježne linije") da je osvajanje Everesta moguće.
Sjeverni pristup planini otkrio je George Mallory tijekom prve ekspedicije 1921. Bila je to istraživačka ekspedicija bez opreme za stvarne pokušaje uspona na planinu. S Malloryjem kao predvodnikom (i stoga prvim Europljaninom koji je zakoračio na obronke Everesta) dosegli su 7007 metara sjevernog prijevoja, odakle je Mallory istražio put ka vrhu, ali grupa nije bila spremna za velike rizike daljnjeg uspinjanja pa se vratila.
Britanci su se vratili radi ekspedicije 1922. George Finch prvi je puta planinario koristeći kisik. Uspinjao se znatnom brzinom od 290 m na sat, te dosegao visinu od 8320 m, što je bio prvi ljudski uspon iznad 8000 metara. Mallory i Felix Norton poduzeli su i drugi neuspješan pokušaj, kada je grupu penjača pogodila lavina te je sedam lokalnih nosača poginulo.
Sljedeća ekspedicija organizirana je 1924. Mallory i Bruce su morali odustati od početnog pokušaja osvajanja kada je loše vrijeme spriječilo postavljanje Kampa VI. Sljedeći pokušaj poduzeli su Norton i Somervell koji su se penjali bez kisika po savršenom vremenu, prešavši sjevernu stranu do Great Couloir (također Norton Couloir). Norton je dosegao 8558 m, premda je posljednjeg sata napredovao samo oko 100 m. Mallory, koji je nosio opremu s pomoćnim kisikom za posljednji pokušaj, izabrao je mlađeg Andrewa Irvinea kao partnera.
Dana 8. lipnja 1924. George Mallory i Andrew Irvine poduzeli su pokušaj osvajanja preko rute sjevernog prijevoja/sjevernog grebena/sjeveroistočnog grebena odakle se nikada nisu vratili. 1. svibnja 1999. Istraživačka ekspedicija Mallory and Irvine (Mallory and Irvine Research Expedition) pronašla je Malloryjevo tijelo u snježnom bazenu na sjevernoj strani, ispod i zapadno u odnosu na tradicionalnu lokaciju Kampa VI. Planinarsku zajednicu razdirale su kontroverze oko pitanja je li prethodno jedan od penjača (ili obojica) dosegao vrhunac, 29 godina prije potvrđenog uspona na Everest (i sigurnog silaska) Edmunda Hillaryja i Tenzinga Norgaya 1953.
Godine 1933., britanska milijunašica i bivša showgirl, Lady Houston, financirala je Houston Everest Flight of 1933 te je formacija zrakoplova predvođenih Markizom od Clydesdalea preletjela Everest u nastojanju da postave britansku zastavu na vrhunac.
Prve ekspedicije - kao dva neuspješna pokušaja Brucea 1920-ih, i dva neupjela pokušaja Hugha Ruttledgea 1933. i 1936. - nastojale su ostvariti uspon na planinu iz Tibeta, preko sjeverne strane. Pristup sa sjeverne strane zatvoren je za ekspedicije 1950., nakon što su Kinezi preuzeli kontrolu nad Tibetom. 1950. su Bill Tilman i mala grupa koja je uključivala Charlesa Houstona, Oscara Houstona i Betsy Cowles poduzeli istraživačku ekspediciju na Everest preko Nepala, duž puta koji je do danas standardni pristup Everestu s juga.
U proljeće 1952. dopuštenje za uspon iz Nepala dobila je švicarska ekspedicija predvođena Edouardom Wyss-Dunantom. Ekspedicija je ustanovila rutu preko ledene padine ledenjaka Khumbu i popela se do južnog prijevoja na visini od 7986 m. Raymond Lambert i Sherpa Tenzing Norgay uspjeli su doseći približnu visinu od 8595 m na jugoistočnom grebenu, postavivši novi visinski rekord. Tenzingovo iskustvo bilo je korisno kada je angažiran u britanskoj ekspediciji 1953.

### Prvi uspješan uspon Tenzinga i Hillaryja
Godine 1953. deveta britanska ekspedicija, predvođena Johnom Huntom, vratila se u Nepal. Hunt je odabrao dva para penjača radi pokušaja osvajanja vrhunca. Prvi par, Tom Bourdillon i Charles Evans, 26. svibnja 1953. popeli su se do visine unutar 100 metara od vrha, ali bili su prisiljeni vratiti se zbog iscrpljenosti. Kao što je bilo zamišljeno, njihov proboj, istraživanje puta i dodatne zalihe kisika bili su od velike pomoći sljedećem paru. Dva dana kasnije, ekspedicija je poduzela drugi i konačni napad na vrh s drugim parom planinara, Novozelađaninom Edmundom Hillaryjem i nepalskim Sherpom Tenzingom Norgayem. Dosegli su vrhunac u 11:30 po lokalnom vremenu, 29. svibnja 1953., rutom preko južnog prijevoja. U to doba obojica su uspjeh nazvali timskim naporom cijele ekspedicije, ali nekoliko godina kasnije Tenzing je otkrio da je Hillary prvi zakoračio na vrh.
Vijest o uspjehu ekspedicije dosegla je London na dan krunidbe Elizabete II., 2. lipnja 1953. Nakon nekoliko dana, po povratku u Katmandu, Britanac Hunt i Novozelađanin Hillary, također podanik kraljice Elizabete II, doznali su da im je dodijeljen plemićki naslov, Orden Britanskog Carstva (Order of the British Empire). Tenzingu, podaniku nepalskog kralja, dodijeljeno je britansko odlikovanje George Medal. Hunt je kasnije postao life peer u Velikoj Britaniji, dok je Hillary bio jedan od osnivača Ordena Novog Zelanda (Order of New Zealand).

### Prvi usponi bez dodatnog kisika
Dana 8. svibnja 1978., Reinhold Messner iz Italije i Peter Habeler iz Austrije, ostvarili su prvi uspon bez dodatnog kisika, rutom jugozapadnog grebena. Dana 20. kolovoza 1980., Messner je prvi dosegao vrhunac u samostalnom usponu, bez dodatnog kisika ili pomoći, na težoj sjeverozapadnoj ruti preko sjevernog prijevoja, sjeverne strane i Great Couloira. Uspinjao se potpuno sam tri dana od svog baznog logora na 6500 m.

### Prvi uspon po zimi
Godine 1980., poljski tim predvođen Andrzejom Zawadom, Leszekom Cichyjem i Krzysztofom Wielickijem ostvario je prvi uspon na vrhunac tijekom zimske sezone.

### Katastrofa 1996.
Za vrijeme sezone 1996., poginulo je petnaest osoba, od kojih osmero 11. svibnja, u pokušaju silaska s vrha, što je bila najpogibeljnija pojedinačna godina u povijesti Everesta. Nesreća je dobila široki publicitet i postavila pitanja o komercijalizaciji Everesta.
Novinar Jon Krakauer, na zadatku za časopis Outside, bio je u jednoj od unesrećenih grupa, te je kasnije objavio knjigu "Into Thin Air", kojom opisuje svoje iskustvo. Anatoli Boukreev, ruski vodič koji se osjetio napadnutim Krakauerovom knjigom, kao odgovor napisao je zajedno s G. Westonom DeWaltom svoju knjigu "The Climb". Prepirka je rasplamsala veliku debatu u planinarskoj zajednici. U svibnju 2004., fizičar Kent Moore i kirurg John L. Semple, obojica istraživači Univerziteta u Torontu, izjavili su u časopisu New Scientist da je analiza vremenskih prilika 11. svibnja, naznačila pad razine kisika od oko 14% radi atmosferske anomalije.
Udar nevremena na drugoj strani planine, sjevernom grebenu, gdje je također poginulo nekoliko planinara, detaljno je iz osobnih iskustava opisao britanski filmaš i pisac Matt Dickinson u svojoj knjizi "The Other Side of Everest".

### Slijetanje helikoptera 2005.
Dana 14. svibnja 2005., francuski pilot Didier Delsalle sletio je helikopterom Eurocopter AS 350 B3 na vrh Mount Everesta i poletio nakon četiri minute. S rotorima stalno u pogonu, ostvario je "lebdeće slijetanje" ("hover landing"), zbog prevelikog rizika slijetanja punom težinom letjelice na snijeg. Tom prilikom postavljeni su svjetski rekordi za rotokopter, za najviše de facto slijetanje i najviše formalno polijetanje.
Delsalle je također, dva dana ranije, izveo polijetanje s južnog prijevoja. Neki novinski izvještaji ukazali su da je izvještaj slijetanja na vrh bio zabuna s južnim prijevojem.

### Kontroverza Davida Sharpa, 2006.
Planinar invalid Mark Inglis otkrio je u intervjuu 23. svibnja 2006., da je njegova grupa penjača, kao i mnoge druge, prošla 15. svibnja te godine kraj planinara u nevolji, Davida Sharpa, koji se sklonio ispod stršeće stijene 450 metara ispod vrhunca, a da mu pritom nisu pokušali pomoći. Otkriće je rasplamsalo veliku debatu o planinarskoj etici, posebno u vezi Everesta. Penjači koji su ga napustili izjavili su da bi spašavanje bilo uzaludno i uzrokovalo samo još više pogibija. Veći dio ove kontroverze zabilježio je Discovery Channel za vrijeme snimanja televizijskog programa "Everest: Beyond the Limit". Ključna odluka koja je utjecala na sudbinu Sharpa prikazana je u programu, kada je penjač pri silasku s vrha, Max Chaya, radio vezom javio svome menadžeru u baznom logoru da je pronašao planinara u nevolji. Nije ga mogao identificirati, jer se Sharp odlučio na samostalan uspon bez ikakve podrške. Menadžer je u baznom logoru pretpostavio da je Sharp dio grupe koja ga je napustila, te je svom penjaču objasnio da nema mogućnosti da mu pomogne. Kako se Sharpovo stanje tijekom dana pogoršavalo dok su drugi planinari pri silasku prolazili kraj njega, smanjivale su se šanse za spašavanje. Zbog smrzotina na nogama nije mogao hodati, dok planinari koji kasnije silaze imaju manje zalihe kisika i bez snage su da pruže pomoć. Potom je bilo prekasno da se bilo koji Sherpa vrati i pomogne mu. Najvažnije, Sharpova odluka da se odrekne bilo kakve podrške nije mu pružala mogućnost oporavka.
Dok je debata bjesnila, 26. svibnja australski planinar Lincoln Hall pronađen je živ, nakon što je dan ranije proglašen mrtvim. Pronašla ga je grupa od četiri penjača (Dan Mazur, Andrew Brash, Myles Osborne i Jangbu Sherpa), koja je odustavši od svog pokušaja uspona ostala s Hallom i spustila se njim i grupom od 11 Sherpa poslanih da ga odnesu niz planinu. Hall se kasnije potpuno oporavio. Od tada je zabilježeno još sličnih akcija, uključujući i onu 21. svibnja 2007., kada je kanadski planinar Meagan McGrath na velikoj visini inicirao spašavanje Nepalca Usha Biste.

### Uspon olimpijske baklje 2008.
Kina je uredila 130 km zemljane ceste od okruga Tingri do baznog logora radi lakšeg pristupa sve većem broju penjača sa sjeverne strane planine, te će postati najvišom asfaltiranom cestom na svijetu. Izgradnja je započela 18. lipnja, 2007., uz trošak od 150 milijuna Yuana (19,7 milijuna američkih dolara). Kina je također uputila štafetu s olimpijskom bakljom na Everest, rutom preko sjevernog prijevoja, na putu za Olimpijske igre u Pekingu.
Kraj baznog logora postavljena je antena China Telecoma, što mobilnim telefonima osigurava pokrivenost sve do vrha.

### Razni rekordi
Prva žena na vrhu bila je 1975. Japanka Junko Tabei.
Najmlađa osoba na vrhu Mount Everesta 13-godišnji je Jordan Romero koji se popeo u svibnju 2010., dok je prema podacima nepalske vlade, najmlađa žena na vrhu Mount Everesta bila Ming Kipa Sherpa, 15-godišnja Sherpa djevojka. Apa Sherpa drži rekord po broju osvajanja vrhunca, do svibnja 2010. – 20 puta.
Najbrži uspon preko sjeveroistočnog grebena ostvario je 2007. austrijski planinar Christian Stangl, kojemu je za distancu od 10 km između Kampa III i vrhunca, bilo potrebno 16 sati i 42 minute, neznatno manje od rekordnih 17 sati Talijana Hansa Kammerlandera iz 1996. Oba penjača uspon su ostvarila samostalno i bez dodatnog kisika. Najbrži uspon s pomoćnim kisikom preko jugoistočnog grebena ostvario je 2004. Nepalac Pemba Dorjie Sherpa, za 8 sati i 10 minuta na 17 kilometara uspona. Najbrži uspon bez dodatnog kisika preko jugoistočnog grebena postigao je Francuz Marc Batard, kojemu je 1988. bilo potrebno 22 sata i 30 minuta.
Prvi spust na skijama ostvario je 2000. godine Slovenac Davo Karničar.
Najstariji penjač, uspješno na vrhuncu Mount Everesta, je 76-godišnji Min Bahadur Sherchan, koji je uspon postigao 25. svibnja, 2008. s nepalske strane. Sherchan je oborio rekord Katsusukea Yanagisawe iz 2007.
Prvi Hrvat na vrhu Mount Everesta, kao član jugoslavenske ekspedicije bio je 1979. Stipe Božić, koji je svoj uspjeh ponovio i 1989. godine
 2009. na vrh su se s južne strane popele sestre Darija i Iris Bostjančić, članice hrvatske ženske ekspedicije "Mt. Everest 2009". Dva dana kasnije, 21. svibnja, još su dvije članice hrvatske ženske ekspedicije osvojile vrh, obje pripadnice Hrvatske gorske službe spašavanja, Ena Vrbek i Milena Šijan, što Hrvatsku čini jedinom zemljom na svijetu iz koje se na najviši vrh svijeta popelo više žena nego muškaraca.

## Zona smrti
Iako se uvjeti koji neku zonu razvrstavaju kao zonu smrti primjenjuju i za Mount Everest (visine iznad 8000 m), znatno je teže za planinara preživjeti u zoni smrti Mount Everesta. Temperature se mogu spustiti na vrlo niske vrijednosti, što može rezultirati smrzotinama bilo kojeg dijela tijela izloženog zraku. Zbog tako niskih temperatura snijeg je u nekim područjima zaleđen te su također moguće i pogibije zbog padova i klizanja. Snažni vjetrovi na velikim visinama također su potencijalna opasnost za penjače. Atmosferski pritisak na vrhuncu planine iznosi samo trećinu vrijednosti pritiska na razini mora, što znači da je na raspolaganju također i samo trećina kisika u odnosu na razinu mora.
U svibnju 2007., istraživački projekt Caudwell Xtreme Everest poduzeo je medicinsko istraživanje razine kisika u ljudskoj krvi na velikim visinama. Preko 200 dobrovoljaca popelo se do baznog logora na Everestu gdje su izvedeni razni medicinski testovi. Manji tim također je izveo pokuse na putu do vrhunca.
Čak i u baznom logoru niska razina raspoloživog kisika ima izravan utjecaj na stupanj zasićenja kisika u krvi, koji je na razini mora obično 98% do 99%, dok u baznom logoru između 85% i 87%. Uzorci krvi uzeti na vrhu pokazali su vrlo niske razine prisutnog kisika. Kolateralni efekt niske razine kisika je znatno povećan ritam disanja, od 20-30 udisaja na minutu do 80-90, što samo po sebi dovodi do iscrpljenosti.
Manjak kisika, iscrpljenost, ekstremna hladnoća i opasnosti planinarenja, sve to doprinosi pogibelji. Osoba koja je ozlijeđena tako da ne može hodati u ozbiljnoj je nevolji jer je vrlo rizično nekoga nositi i većinom nemoguće koristiti helikopter.
Osobe koje poginu za vrijeme uspona uglavnom se napuste. Oko 150 tijela nije nikada pokupljeno. Nije neuobičajeno pronaći tijela blizu standardnih puteva uspona.

## Korištenje boca s kisikom
Većina ekspedicija iznad 8000 metara koristi maske s kisikom i boce. Uspon može biti ostvaren i bez dodatnog kisika, ali tako se povećava rizik za planinare. Ljudi s malo kisika ne razmišljaju jasno, dok kombinacija ekstremnih vremenskih prilika, niskih temperatura i strmih obronaka često zahtjeva brze i precizne odluke.
Korištenje boca s kisikom pri usponu na Everest smatra se kontroverznim. George Mallory osobno je opisao korištenje kisika nesportskim, ali kasnije je zaključio da je bez toga uspon nemoguć te ga je kasnije koristio. Kada su Tenzing i Hillary 1953. ostvarili prvi uspješan uspon, koristili su boce s kisikom. Sljedećih 25 godina pomoćni kisik smatran je standardnom opremom za bilo koji uspješan uspon.
Reinhold Messner bio je prvi planinar koji je 1978. tu tradiciju prekinuo te je s Peterom Habelerom ostvario prvi uspješan uspon bez kisika. Kritičare koji su tvrdili da je sisao mini-boce kisika - tvrdnje koje je Messner odbacio - ušutkao je 1980. samostalnim usponom, bez dodatnog kisika, na težoj, sjeverozapadnoj ruti.
Posljedice nesreće 1996. dodatno su rasplamsale debatu. Knjiga "Into Thin Air" Jona Krakauera, izrazila je autorovu osobnu kritičnost prema korištenju boca s kisikom. Napisao je da pomoćni kisik omogućava pokušaje uspona nekvalificiranim penjačima, što dovodi do opasnih situacija i više pogibija. Katastrofa 1996. djelomično je uzrokovana velikim brojem planinara (tog dana 34) u pokušaju uspona, što je stvaralo uska grla na Hillary Step i usporilo mnoge penjače, od koji je većina dosegla vrhunac nakon 14 sati, uobičajenog vremena za povratak. Predložio je zabranu boca s kisikom osim za slučajeve opasnosti, tvrdeći da bi to smanjilo i rastuće zagađenje na Everestu - mnoge boce ostavljene su na obroncima - i udaljilo od planine nekvalificirane penjače.
Katastrofa 1996. također je naglasila ulogu vodiča u korištenju boca s kisikom. Odluku vodiča Anatolija Boukreeva da ne koristi kisik oštro je kritizirao Jon Krakauer. Boukreeve pristaše (među kojima i G. Weston DeWalt, koautor knjige "The Climb") tvrde da korištenje kisika daje lažan osjećaj sigurnosti. Nasuprot tome, Krakauer sa svojim pristašama tvrdi da bez boca s kisikom Boukreev nije bio sposoban direktno pomoći silazak svojih klijenata. Tvrdili su da je Boukreev izjavio da silazi s klijentom Martinom Adamsom, ali neposredno ispod Južnog Vrha Boukreev je ustanovio da Adamsu ide dobro te je ubrzao silazak, ostavivši Adamsa iza sebe. U knjizi "The Climb", Adams je izjavio: "Za mene, to je bila rutina, Anatolij pored i ja nismo imali problema s time".

## Krađe i drugi zločini
Neki penjači prijavili su, potencijalno vrlo opasne, krađe zaliha. Vitor Negrete, prvi Brazilac koji je osvojio Everest bez kisika kao sudionik ekipe Davida Sharpa, umro je tijekom silaska, te je krađa iz njegovog logora na velikoj visini možda tome doprinjela.
Osim krađa, knjiga Michaela Kodasa "High Crimes" iz 2008., opisuje nemoralne vodiče i Sherpe, prostituciju i kockanje u tibetanskom baznom logoru, prevare pri prodaji boca s kisikom i penjače koji prikupljaju donacije s izgovorom odvoza otpadaka s planine.

## Fauna
Euophrys omnisuperstes, mali crni pauk skakač, pronađen je na visinama do 6700 m, što je vjerojatno najviše stanište jednog ne-mikro organizma na Zemlji. Skriva se u pukotinama i hrani smrznutim insektima koje je tamo otpuhao vjetar. Također, postoji velika vjerojatnost mikroskopskog života, čak i na većim visinama. Ptice, kao Anser indicus, viđene su u letu na velikim visinama planine, dok druge, kao čavka, primjećene su na visinama do južnog prijevoja (7920 m) u strvinarenju hrane, ili čak tijela koja su napustila bivše planinarske ekspedicije.

## Geologija
Stijene od kojih je sastavljen Everest geolozi su podijelili na tri jedinice, nazvane "formacijama". Sve formacije međusobno su podijeljene rasjedima, nazvanim “detachments”, duž kojih su nagurane jedna preko druge. Od vrha Mount Everesta prema podnožju te jedinice se nazivaju: formacija Qomolangma, formacija Sjevernog prijevoja i formacija Rongbuk.
Od svog vrhunca do vrha barijere Yellow Band, oko 8600 m iznad razine mora, Everest se sastoji od formacije Qomolangma, također nazivane i formacijom Everest ili formacijom Jolmo Lungama. Sastoji se od sivkastog do tamno sivog ili bijelog vapnenca u naslagama paralelnih ploča, s međunaslagama sporednih ploča rekristaliziranog dolomita s glinastim tankim pločama i prahovnjakom. U takvom vapnencu švicarski geolog Augusto Gansser prvi je prijavio pronalazak mikroskopskih fragmenata krinoida. Kasnija petrografska analiza uzoraka ordovicijskog vapnenca iz blizine vrhunca otkrila je da su sastavljeni od ugljičnih kuglica i sitno fragmentiranih ostataka trilobita, krinoida i ostrakoda. Drugi uzorci bili su toliko ispucani i rekristalizirani da izvorni sastojci nisu mogli biti utvrđeni. Formacija Qomolangma razbijena je rasjedima pod visokim kutom koji završavaju navlakom niskog kuta - Qomolangma Detachment. Takav ga detachment odvaja od podložne barijere Yellow Band. Nižih pet metara formacije Qomolangma koji pokrivaju taj detachment izuzetno su deformirani.
Veći dio Mount Everesta, između 7000 i 8600 m, sastoji se od formacije sjevernog prijevoja, na kojem barijera Yellow Band tvori njenu gornju stranu, između 8200 i 8600 m. Yellow Band sastoji se od isprepletenih ploča diopsit-epidot mramora, kojeg karakterizira izražena žuto-smeđa boja, te muskovit-biotit filit i poluškriljevac. Petrografska analiza mramora prikupljenog na oko 8300 m, prikazuje da sadrži do pet posto tragova rekristaliziranih krinoidnih ošćica. Gornjih pet metara barijere Yellow Band, koja leži uz Qomolangma Detachment, teško je izobličeno. Od 5 do 40 cm debeo rasjed breče odvaja ju od gornje formacije Qomolangma.
Ostatak formacije sjevernog prijevoja, izložene na Mount Everestu u rasponu od 7000 do 8200 m, sastoji se od pomiješanog i izobličenog škriljevca, filita, i neznatnog mramora, Između 7600 i 8200 m, formacija sjevernog prijevoja sastoji se većinom od biotit-kvarc filita i klorit-biotit filita, pomiješanih s manjim količinama biotit-sericit-kvarcnog škriljevca. Između 7000 i 7600 m, niži dio formacije sjevernog prijevoja sastoji se od biotit-kvarcnog škriljevca s umetcima epidot-kvarcnog škriljevca, biotit-kalcit-kvarcnog škriljevca, i tankih slojeva kvarcnog mramora. Takve metamorfne stijene pojavljuju se kao rezultat metamorfnosti fliša dubokog mora, sastavljenog od međuploča muljnjaka, škriljca, ilovače, pješčenjaka, vapnenastog pješčenjaka, grauvake i pješčanog vapnenca. Temelj formacije sjevernog prijevoja je regionalni potisni rasjed nazvan "Lhotse Detachment".
Ispod 7000 m, formacija Rongbuk podložna je formaciji sjevernog prijevoja te tvori temelj Mount Everesta. Sastoji se od škriljevca stupnja sillminite-K-feldspar i gnajsa, s uguranim brojnim slojevima i dajkovima leukogranita s rasponom debljina od 1 cm do 1500 m.

## Vanjske poveznice
- Mount Everest na Royal Geographical Society   Arhivirana inačica izvorne stranice od 23. travnja 2009. (Wayback Machine)
- Mount Everest na NOVA site
- Panorama sa vrha Mount Everesta na thegreatindian.tripod.com/
- Mount Everest na Discovery Channel
- summitpost.org/
- Podaci o svim usponima (u pdf formatu)
- Podaci o usponima po godinama na everesthistory.com/
- Staze za uspon na Everest na yetizone.com/